# Système de Rechter

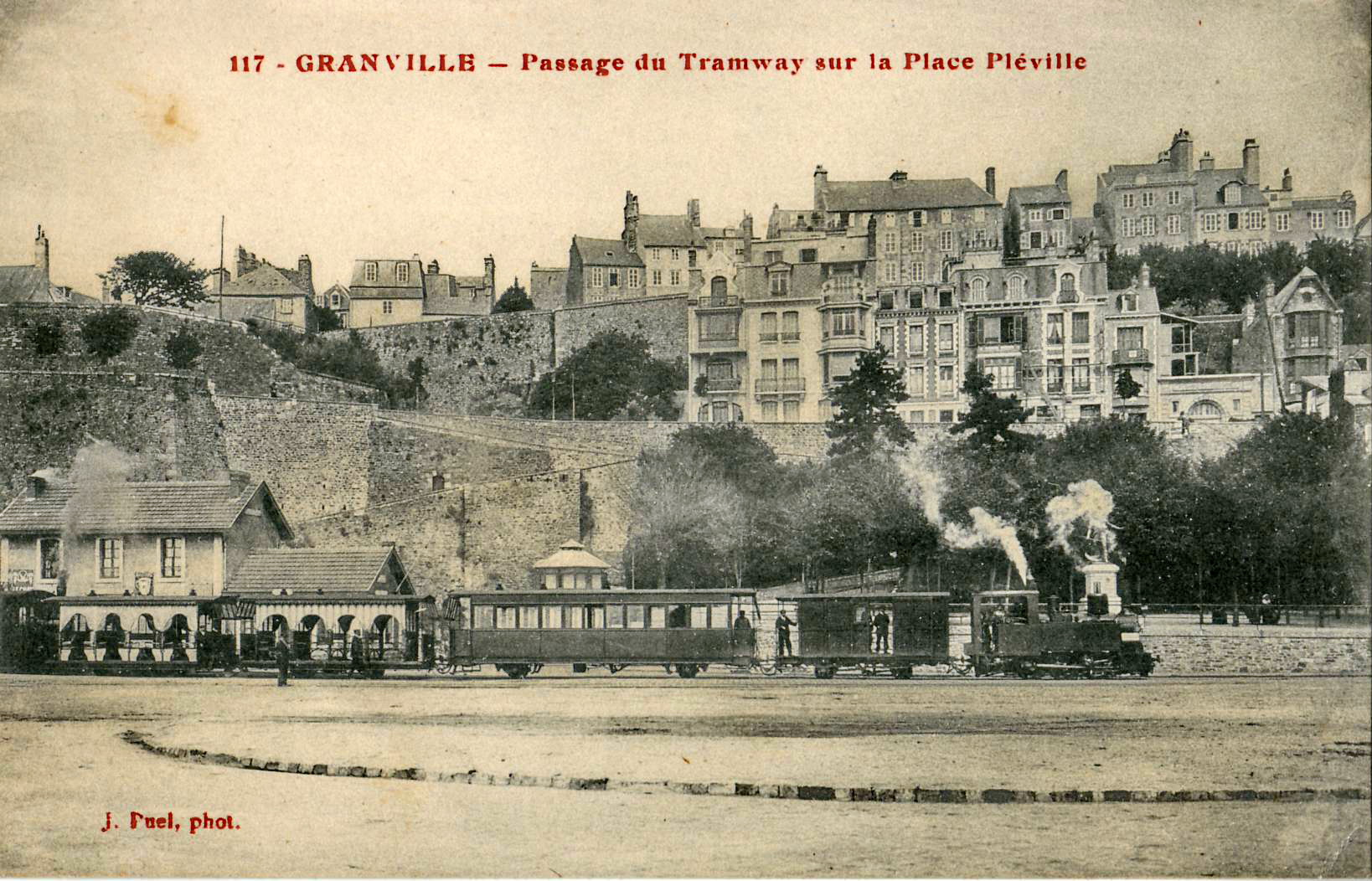
Voitures à essieux Système de Rechter sur les chemins de fer de la Manche

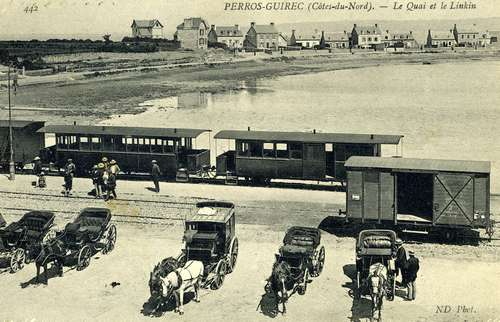
Voitures à essieux Système de Rechter sur les chemins de fer des Côtes-du-Nord

Le Système de Rechter est un système appliqué aux essieux des voitures de chemins de fer et tramways. Les essieux pivotent dans les courbes, facilitant le passage du véhicule. 
Le système a été inventé par François De Rechter, ingénieur à Bruxelles. Il fait l'objet d'un brevet déposé le 5 janvier 1892.
Il a été appliqué sur de nombreux réseaux à voie métrique des chemins de fer belges et français et aussi divers réseaux de tramways.

## Réseaux équipés du système de Rechter
En Belgique

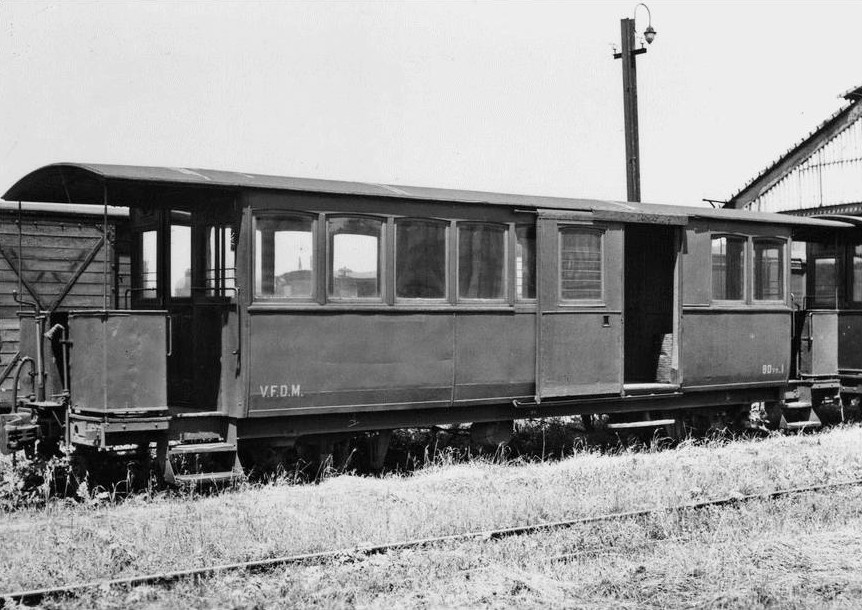
Voiture ABDp des chemins de fer du Tarn CFDT

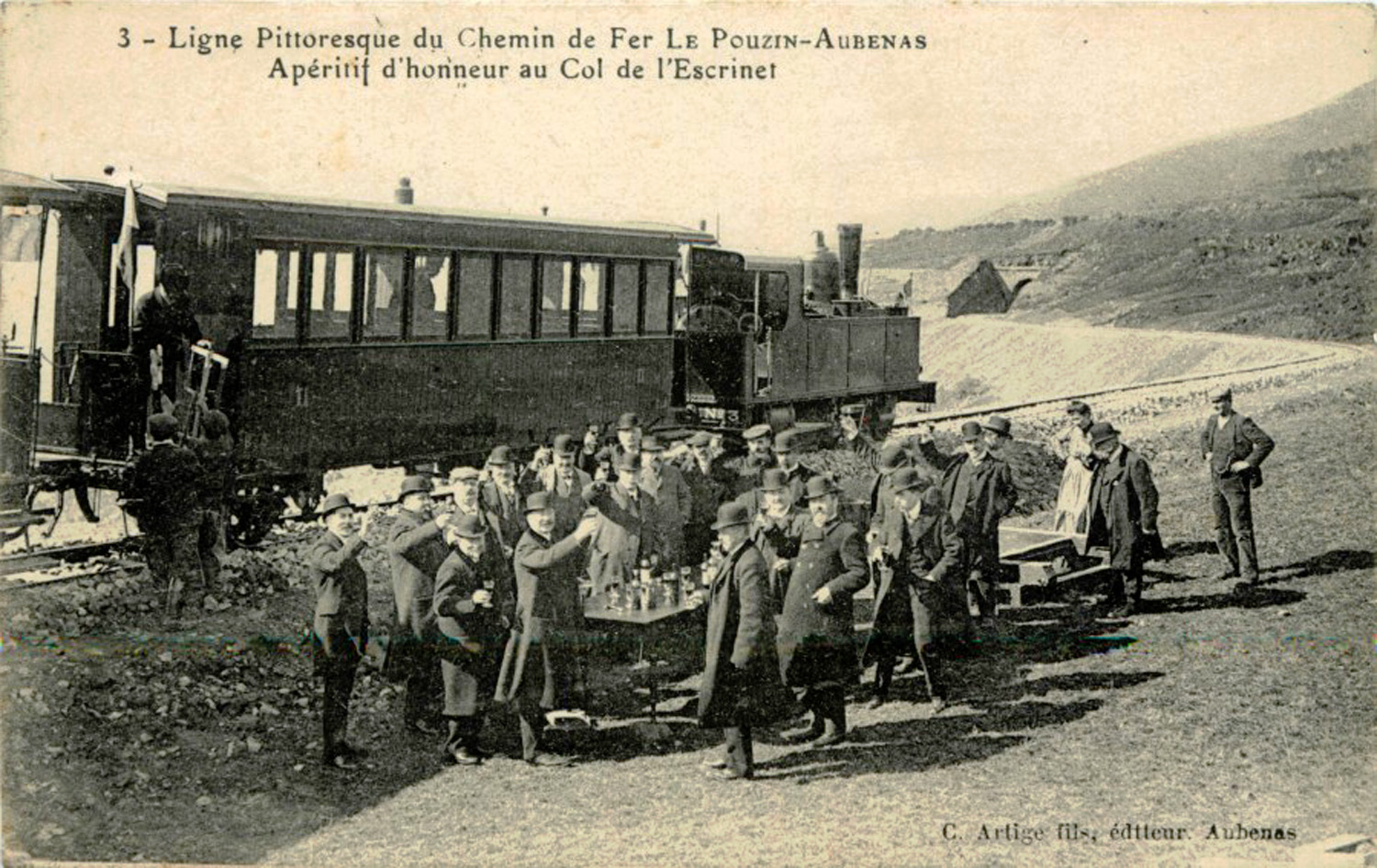
Voiture des Tramways de l'Ardèche au col de l'Escrinet sur la ligne Le Pouzin Aubenas.

- Société nationale des chemins de fer vicinaux (SNCV)

En France
- Chemins de fer du Beaujolais
- Tramways de l'Ardèche
- Chemins de fer des Côtes-du-Nord
- Chemins de fer du Rhône et Loire
- Tramway d'Erbray
- Compagnie des tramways du Loiret
- Chemins de fer Normands
- Chemins de fer départementaux du Tarn
- Chemins de fer de la Banlieue de Reims
- Tramways Est Parisiens
- Tramways Ouest Parisiens